# マリノ・ミカエリ＝トゥウ
マリノ・ミカエリ＝トゥウ（Marino Mikaele-Tu'u、1997年11月6日 - ）は、ジャパンラグビーリーグワン三菱重工相模原ダイナボアーズに所属するラグビー選手。

## プロフィール
- ニュージーランド・ウェリントン出身[1]。
- ポジションはフランカー(FL)、ナンバーエイト(No8)。
- 身長 192 cm、体重 113 kg
- 双子の兄弟アントニオも妹のリアナもラグビー選手[2]。
- U20ニュージーランド代表に選ばれたことがある[3]。
- All Blacks XVに選ばれたことがある[4]。

## 略歴
ヘイスティングスボーイズ高校卒業後、ホークスベイ、ハイランダーズを経て、2023年6月、三菱重工相模原ダイナボアーズに加入。同年12月9日に行われたJAPAN RUGBY LEAGUE ONE第1節花園近鉄ライナーズ戦にて途中出場で日本での公式戦初出場を果たした。